# Zorro (film, 1975)
A Zorro 1975-ben bemutatott olasz–francia kalandfilm Alain Delon főszereplésével. A film az eredeti Zorro-történeteken alapul, de a helyszín Kalifornia helyett a mai Kolumbiához hasonló ország, valamint Don Diego szerepe is más a cselekményben. A film zenéjét az olasz filmekből jól ismert Guido és Maurizio de Angelis testvérpár írta és részben adja elő. 
1977. március 31-én mutatták be a magyarországi mozikban, DVD-változatban is megjelent, magyar szinkronnal.

## Cselekmény
|  | Alább a cselekmény részletei következnek! |

Új-Aragónia spanyol gyarmat valahol a mai Kolumbia területén, bár fiktív terület, csak a díszletek utalnak Dél-Amerika északi részére. De la Serna kormányzó váratlanul meghal, az arrafelé nem is ismert malária betegségben. Új kormányzónak unokaöccsét, a fiatal, idealista, békés Miguelt jelöli ki a spanyol király, hajója éppen most érkezett meg Cartagenába. Az éjjelt egy fogadóban tölti, mielőtt továbbindulna állomáshelyére. A fogadóban összeakad egy évek óta nem látott barátjával, a kalandor Don Diegóval, aki éppen visszaindulna Spanyolországba.
Don Diego megpróbálná elmagyarázni Miguelnek, hogy nagybátyja halálát nem malária, hanem inkább emberi közreműködés okozta, valamint a banditizmus és a kegyetlenkedő katonaság miatt Új-Aragóniában egyetlen törvény van, az pedig a kard, de az idealista Miguel nem hisz neki. Diego a fogadóban néhány gyanús alakot lát, ezért éberen figyel. Óvatossága nem alaptalan, a banditák rájuk támadnak. Miguel halálos sebet kap, de Diego az egyik banditából kiszedi, hogy megbízójuk az egyeduralkodói címre törő gonosz Huerta ezredes. Diego vállalja, hogy a rá hasonlító Miguel nevét magára véve és a helyére lépve bosszút áll érte. A még ekkor is békeszerető Miguel megígérteti vele, hogy eközben senkit nem fog megölni.
Huerta ezredes már összehívta a nemesi tanácsot, hogy a hónapok óta nem megérkező új kormányzó helyére megválasztassa önmagát, mikor a nemesek örömére, Huerta legnagyobb meglepetésére váratlanul mégis megérkezik Miguel de la Serna alias Don Diego, az új kormányzó. Huerta félvállról veszi és lekezeli, de még „nagybátyjának” özvegye sem gondol róla sokat. Már az első napon meg akarják mérgezni, a volt kormányzó kutyája menti meg, fellökve a mérgezett ételekkel teli tálcát, s a galambok csipegetik fel a maradékot, el is pusztulnak. Szintén a kutya mutatja meg neki azt a titkos ajtót, melyen keresztül kijuthat a palotából és elvegyülhet a nép között.
Az utcán megtapasztalja a valós helyzetet. A nemesek züllöttek, a bírók korruptak, a nyomorgó nép retteg a katonáktól, az ellenszegülőket megkorbácsolják. Egy állatszerető, kecskéket kiszabadító kisfiú egy „Z” betűt rajzol a kecskekarámra, tőle tudja meg, hogy ez Zorro, a halhatatlan, mindenkit legyőző, igazságosztó lovas jele, akinek a visszatértében reménykednek.
Amikor a népért harcoló Francisco barátot igaztalanul megvádolják, és megkorbácsolásra ítélik, feltűnik egy fekete ruhás álarcos lovas. Kardjával és korbácsával szétkergeti a katonákat, megmenti a barátot, majd közhírré teszi, hogy vége a zsarnokságnak, minden kegyetlenkedést személyesen fog megbosszulni. Zorro visszatért.
Ettől fogva megváltoznak a dolgok. Don Diego kormányzóként puha, gyengekezű, szinte nőiesen viselkedik, mindenben alárendeli magát Huertának, viszont Zorróként megtorolja a gonosztetteket. Esküjét maradéktalanul betartja, senkit nem öl meg. A Spanyolországba hazautazni készülő nénjét a hegyek között titokban megmenti a banditáktól, akikről kiderül, hogy valójában álruhás katonák, akiknek Huerta parancsa szerint a nagynéni kincsesládáját kellett megszerezniük. Szintén megmenti Huerta erőszakosságától a valódi Miguel csinos unokahúgát, kiszabadítja a kőbányában rabszolgaként dolgoztatott falusiakat.
A katonaság kegyetlenkedései miatt végül lázadás tör ki, melynek során a békés Francisco barátot Huerta megöli. Don Diego ezzel felszabadítottnak érzi magát Miguelnek tett ígérete alól, miszerint senkit nem fog megölni. Egy rendkívül látványos kardpárbajban szemtől szemben méri össze magát Huertával, ekkor már a katonák is az ő oldalára állnak, nem avatkoznak be. A vár fokán végül leveti álarcát, majd leszúrja a megdöbbent az ezredest, aki a mélybe zuhan, és meghal. A nép ünnepel, Don Diego is beteljesítette bosszúját, magányos lovasként folytatja útját.
|  | Itt a vége a cselekmény részletezésének! |

## Szereplők
- Alain Delon – Don Diego, avagy Miguel de la Serna (magyar hangja: Jakab Csaba)
- Ottavia Piccolo – Ortensia Pulido, Miguel unokahúga (magyar hangja: Náray Erika)
- Enzo Cerusico – Joaquín, a néma szolga (néma szerep)
- Moustache – a kövér Garcia őrmester (magyar hangja: Kocsis György)
- Giacomo Rossi Stuart – Fritz von Merkel porosz kapitány, testőr (magyar hangja: Rosta Sándor)
- Giampiero Albertini – Francisco barát (magyar hangja: Kárpáti Tibor)
- Marino Masé – a valódi Miguel de la Serna (magyar hangja: Fazekas István)
- Adriana Asti – Carmen, a vígözvegy nagynéni (magyar hangja: Molnár Zsuzsa)
- Stanley Baker – a gonosz Huerta ezredes (magyar hangja: Sörös Sándor)
- Raika Juri – De la Serna úrnő (magyar hangja: Solecki Janka)
- Fabián Conde – kecskekereskedő (magyar hangja: Halmágyi Sándor)

- További magyar hangok: F. Nagy Zoltán, Orosz István, Verebély Iván, Csankó Zoltán, Czető Roland, Szalay Csongor

## A produkció
Alain Delon először és utoljára játssza Zorrót ebben a filmben, noha hasonló állarcos hősszerepet már játszott mintegy tíz évvel korábban A fekete tulipánban. A Merkel kapitányt alakító Giacomo Rossi Stuart viszont már szerepelt Zorro-filmben, az 1968-as A fekete Zorró-ban, pont a negatív főszereplőt, a főhős ellenfelét, akinek megformálása Giorgio Ardissonnak jutott. A film külső jeleneteit Spanyolországban vették fel, de spanyol filmes közreműködés nélkül, noha az ottani filmvállalatok még az 1960-as években társultak korábbi Zorro-produkciókhoz, sőt a spanyolok is készítettek önálló Zorro-filmeket. A film egyéb jelenetei Róma mellett kerültek. A kormányzói rezidenciában játszódó jeleneteket a madridi Cerralbo múzeumban készítették.

## Érdekességek
- A régi Zorro-filmekben is jellemző, hogy a vívók kardjuk élességét és vívótudásukat demonstrálva gyertyákat vágnak el. A korábbi produkcióban Zorro mindig kifinomultan, szinte észrevétlenül vágta ketté a gyertyákat. Ebben a filmben a gonosz főszereplő, Huerta teszi ugyanezt több gyertyával. Zorro azzal múlja felül, hogy ügyesen keresztbe vág egy négyágú gyertyatartón három gyertyát, egyet pedig hosszában hasít ketté rendkívüli ügyességgel.
- Ez volt az első olyan nyugati kalandfilm, amit a kommunista Kínában engedtek levetíteni, és ahol 70 millióan látták.
- A filmet sokan spagettiwesternként tartják számon, noha valójában kalandfilm. Ugyancsak a spagettiwesternek közé sorolják be sokan a korábbi olasz és spanyol Zorro-filmeket, jóllehet néhányuk tényleg valódi vadnyugati film, mert ilyenekben Zorro kard helyett pisztolyt forgat a kezében.

## Vágások
Az első angol nyelvű verziója a filmnek csupán 90 perces volt, számos részt, így Huerta lezuhanását a toronyból, kivágták. A legújabb kiadványokban viszont pótolták a hiányzó részeket. A film németországi bemutatója után a teljes verzió soha nem került képernyőre, vagy moziba, csak egy vágott változatot adtak le a későbbiekben. Hasonlóképp a magyar változatok is hiányosak, pl. több apró részlet hiányzik Zorro és Huerta párbajából.

## Vélemények a filmről
A nagy költségvetésű film Alain Delon szerepeltetése ellenére nem ért el kirobbanó sikert, sőt erősen vegyes fogadtatást kapott. Tessari korábbi westernjei és bűnügyi filmjei több elismerést hoztak, a Zorro esetében a kritikusok leginkább a műfajok (a vígjáték és a politikai állásfoglalások) rossz összemosódását, a közhelyes szentimentalizmust kifogásolják. A mellékszereplők alakítását is túlságosan gyengének ítélték, noha Baker, Moustache és Albertini a kor kiemelkedő színművészei voltak mind. Utólag a nézők az egyik legjobb Zorro-filmnek szavazták meg, kétségkívül Delon miatt.